# Deppea ehrenbergii
Deppea ehrenbergii là một loài thực vật có hoa trong họ Thiến thảo. Loài này được Standl. mô tả khoa học đầu tiên năm 1930.